# Ниндорф-бай-Беркентин
Ниндорф-бай-Беркентин (нем. Niendorf bei Berkenthin) — община в Германии, в земле Шлезвиг-Гольштейн.
Входит в состав района Герцогство Лауэнбург. Подчиняется управлению Беркентин. Население составляет 194 человека (на 31 декабря 2010 года). Занимает площадь 3,99 км².